# William C. Bradbury
 William C. „Bill“ Bradbury ist ein US-amerikanischer Komponist, Musikpädagoge und Mandolinist.
Bradbury studierte an der Cornell University Komposition bei Karel Husa, Steven Stucky und Yehudi Wyner, außerdem indonesische Gamelanmusik bei Sumarsam und Martin Hutch sowie Musiktheorie bei William Austin und Roger Parker. Er unterrichtete elektronische Musik an der Miami University (1979–81), Gehörbildung, Keyboard und computergestützten Unterricht an der Cornell University (1991–93), Computermusik und Keyboard an der University of California (1991–93) und Computermusik (MIDI9) am Palomar College. Seit 1998 wirkt er an der California State University, wo er Weltmusik, amerikanische Musik und Technologie der Computermusik unterrichtet und zweimal (1998–2002 und 2005–06) das Visual and Performing Arts Department leitete.
Neben Werken für Orchester, Kammerensemble und elektronische Medien komponierte Bradbury auch Filmmusiken. Für die Musik zu Anza Borrego: Seasons in the Desert wurde er mit einem Emmy Award ausgezeichnet. Bei dem computerbasierten multimedialen Projekt SITE97 arbeitete er mit der visuellen Künstlerin Deborah Small und der Schauspielerin Dana Case zusammen. LEAVES für Erzähler, Klavier und Orchester wurde zum 50. Jahrestag der Gründung des Palomar College mit dem Pianisten Peter Gach aufgeführt.
Als Musiker wirkte Bradbury in verschiedenen Improvisationsgruppen für elektronische Musik mit, spielte Banjo bei Stoney Point, einer auf appalachische und irische Volksmusik spezialisierten Gruppe, war Mitglied der Gruppe Cornell Javanese Gamelan und Dirigent des Blasorchesters des Cornell University.

## Werke
- Suite from Antigone für Tonband
- Restaurant für Tonband und Schauspieler
- Quartet für Flöte, Trompete, Vibraphon und Klavier
- Cetacea für Tonband und Tänzer
- Mood Variations for Fantasy Violin
- The Falling für Flöte, Bratsche, Cello, Harfe und Klavier
- November Music für Perkussion und Tonband
- Network Music, Tonbandinstallation
- Groundwork für Tonband, mit Ed Henry and Dancers
- Summer Music, Tonbandinstallation
- GATES für Streichorchester
- DOJOJI für Kammerensemble und Diaprojektionen
- Three Movements für Kammerorchester
- Schauspielmusik zu The Jero Plays und A Midsummer Night's Dream
- Three Pieces für Marimba und Vibraphon
- Dreams of the Open Sea für Vibraphon
- Huracan für Bläserensemble
- Five Preludes für Klavier
- Midsummer Music für Harfe
- Tawantinsuyo für Musikinstrumente aus den Anden und Elektronik (mit Don Funes)
- Earth Prayer I für Tonband
- Earth Prayer II für Bariton und Klavier
- ChasePlay für Klavier
- Metamorphosis, Tonbandinstallation (mit Deborah Small)
- multimedia mis●ce●ge●NATION, Multimediaarbeit mit David Avalos, Deborah Small und Stuart Bender
- Dark Earth für Bläserquintett
- LEAVES für Klavier, Erzähler und Orchester
- Rowing in Eden, Multimediawerk (mit Deborah Small und Dana Case)
- 5-4-3 (Five Notes for Three Players) für Flöte, Klavier und Bass
- The Primary Colors Performance mit Projektionen von Deborah Small für Saxophon, Perkussion und Synthesizer
- Chaosmos, Internet-Kunstwerk (mit Deborah Small)
- Thunder: Perfect Mind interaktive Klanginstallation
- Filmmusik zu Chris Pyles Film San Diego’s Coastal Wonder
- Downstream, Musik für eine interaktive multimediale Performance
- Musik zum Film Anza-Borrego: Seasons in the Desert

## Weblink
- Homepage von William Bradbury